# Coutras
Coutras är en kommun i departementet Gironde i regionen Nouvelle-Aquitaine i sydvästra Frankrike. Kommunen ligger i kantonen Coutras som tillhör arrondissementet Libourne. År 2022 hade Coutras 8 695 invånare.

## Befolkningsutveckling
Antalet invånare i kommunen Coutras
Referens:INSEE